# William Tisdale
William Tisdale bzw. Tisdall (geboren um 1570) war ein Komponist, der der englischen Virginalistenschule angehörte und im späten 16. Jahrhundert aktiv war.

## Leben und Werk
Es ist ausschließlich weltliche Musik von ihm erhalten. Seine Werke sind im Fitzwilliam Virginal Book (FWVB) – unter anderem mit dem sehr chromatischen Stück Mrs Katherin Tregians Paven – und im John Bull Virginal Book (JBVB) enthalten.
In dem von Alan Brown herausgegebenen Tisdale’s Virginal Book finden sich 21 Stücke von William Byrd, John Dowland und anderen, transkribiert und editiert aus dem sogenannten 'John Bull' Ms. im Fitzwilliam-Museum, Cambridge, wahrscheinlich von der Hand von William Tisdale um 1600.
Er ist möglicherweise identisch mit einer von zwei in London nachweisbaren Personen namens William Tisdale, von denen einer 1603 und der andere 1605 starb.
Der Cembalist Charles Metz hat die Music for Virginal von William Tisdale eingespielt.

## Werke
- Almand (FWVB 213)
- Pavana Chromatica: Mrs Katherin Tregian’s Paven (FWVB 214)
- Pavana: Clement Cotton (FWVB 219)
- Pavana (FWVB 220)
- Galiarda (FWVB 295)
- Coranto (JBVB 3)
- Coranto (JBVB 4)